# 蛭田昌人
蛭田 昌人（ひるた まさと）は、主にアダルトゲーム市場で活躍した日本のゲームデザイナー・シナリオライター。

## 経歴
株式会社エルフ創業者の一人であり、元代表取締役社長。2004年に代表権を返上し引退。
最後の作品は『河原崎家の一族2』であるが、それ以前にエルフを退社しており、『鬼作』以降は外注として開発に参加していた。

## 作品の傾向
世界観は、探偵もの（『リップスティックアドベンチャー』『野々村病院の人々』）やSF（『ELLE』）、ファンタジー（『ドラゴンナイト』『ワーズ・ワース』）、考古学もの（『DE・JA』）など多岐に渡る。
システムにおいても、マルチシナリオをいち早く取り入れ（『河原崎家の一族』）、3DダンジョンRPGとADVゲームの融合（『ワーズ・ワース』『遺作』）、時間の概念を付加したフィールド探索とADVゲームの融合（『同級生』）、戦略的にスケジュールを管理するシステム（『臭作』）など、しばしば実験的な試みをしている。シミュレーションRPG（『シャングリラ』『ドラゴンナイト4』）もよく扱うジャンルである。
傾向としては、初期はギャグを交えた会話と凝ったシナリオで魅せるゲームが多かったが、後期ではゲームシステム部分に偏重していき、実験的かつ厳格なスケジュール管理が必要とされるシビアなゲーム（『下級生』「伊頭家シリーズ」）が多くなっていった。

## 代表作
- リップスティックアドベンチャーシリーズ
  - リップスティックアドベンチャー
- 殺しのドレスシリーズ
  - 殺しのドレス2
- PRIVATE SCHOOL
- RUN RUN狂走曲
- ぴんきぃぽんきぃ
- ドラゴンナイトシリーズ
  - ドラゴンナイト
  - ドラゴンナイトII（英語版）
  - ドラゴンナイトIII（英語版）
  - ドラゴンナイト4
- 河原崎家の一族シリーズ
  - 河原崎家の一族
  - 河原崎家の一族2
- 野々村病院の人々
- ELLE ※Windows版では『〔él〕』
- ワーズ・ワース
- シャングリラシリーズ ※メインではない
  - シャングリラ
  - シャングリラ2
- FOXYシリーズ ※メインではない
  - FOXY
  - FOXY2
- DE・JAシリーズ
  - DE・JA
  - DE・JA II
- 同級生シリーズ
  - 同級生
  - 同級生2
- 下級生シリーズ
  - 下級生
- 伊頭家シリーズ
  - 遺作
  - 臭作
  - 鬼作
- 愛姉妹シリーズ
  - 愛姉妹 二人の果実